# 中华海菊蛤
，是莺蛤目海菊蛤科海菊蛤属的一种。主要分布于印度尼西亚、中国大陆、台湾，常栖息在潮间带至水深30米岩礁浅海底，以右壳顶部固着于珊瑚礁或岩石上。
其种加词“sinensis”意为“中华的”。